# Луїз Мармонт
Луїз Мармонт  (швед. Louise Marmont, 22 травня 1967) — шведська керлінгістка, олімпійська медалістка.

## Виступи на Олімпіадах
| Олімпіада           | Дисципліна | Місце |
| ------------------- | ---------- | ----- |
| Нагано 1998         | керлінг    | 3     |
| Солт-Лейк-Сіті 2002 | керлінг    | 6     |

## Зовнішні посилання
- Досьє на sport.references.com [Архівовано 18 серпня 2011 у Wayback Machine.]

1. ↑  http://wwcc2013.curlingevents.com/world-womens-curling-champions